# Leon Berski

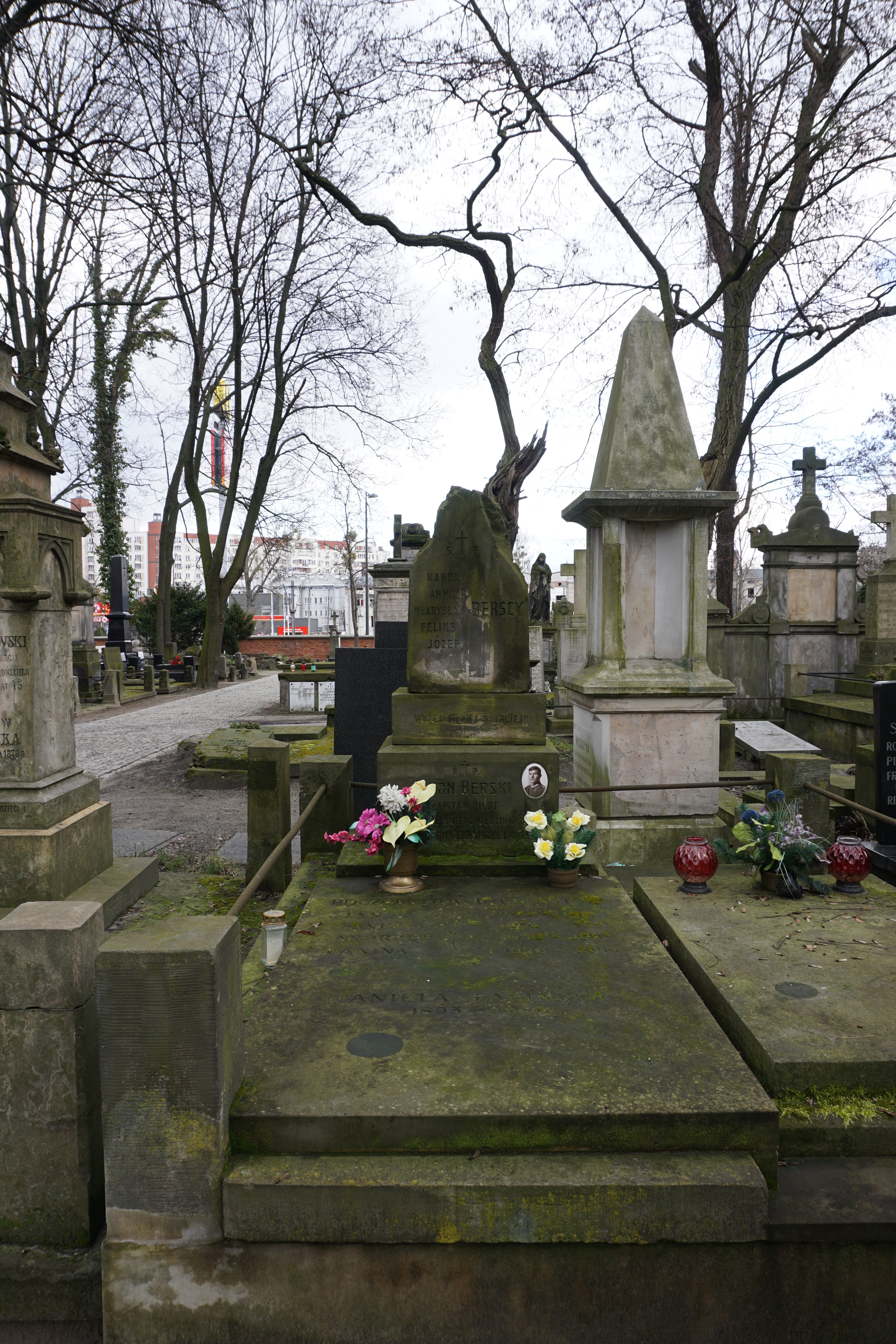
Grób Leona Berskiego na cmentarzu Powązkowskim

Leon Berski (ur. 28 stycznia 1898 w Warszawie, zm. 6 września 1927 w Ostrowcu) – porucznik pilot Wojska Polskiego, sportowiec.

## Życiorys
Urodził się 28 stycznia 1898 w Warszawie, w rodzinie Karola i Anny z Czerwińskich. Uczył się w Gimnazjum Realnym Rychłowskiego w Warszawie oraz na Kursie Gimnastycznym w czeskiej Pradze.
Od 3 stycznia do 21 marca 1919 był uczniem klasy „L” Szkoły Podchorążych w Warszawie. Z dniem 1 kwietnia 1919 został mianowany podporucznikiem w piechocie i przydzielony do Inspektoratu Szkolnictwa. Od maja 1919 służył Obozie Szkół Podoficerskich w Dęblinie. W marcu 1920 został przeniesiony do 9 Pułku Piechoty Legionów. W czasie wojny z bolszewikami dowodził kompanią, został ranny. Od lipca 1920 do listopada 1921 służył jako instruktor Szkoły Podoficerskiej w Chełmnie.
Jako podporucznik 28 Pułku Piechoty został przydzielony na pierwszy roczny Oficerski Kurs Wychowania Fizycznego 1921/1922 w Centralnej Szkoły Wojskowej Gimnastyki i Sportów w Poznaniu, w trakcie którego został w nim mianowany instruktorem szermierki (jako zastępca ppłk. Gollinga), w związku formalnie nie figurował na liście jego absolwentów. Ponadto od wiosny 1922 do listopada 1924 był dowódcą kompanii na osobnych kursach szermierczych w Szkole, prowadził zajęcia z szermierki, boksu na kolejnych Oficerskich Kursach Gimnastyki Sportowej oraz Wychowania Fizycznego. 27 maja 1922 reprezentował Szkołę na Akademii Szermierczej we Lwowie.
W tym okresie został awansowany na stopień porucznika piechoty ze starszeństwem z dniem 1 lutego 1921. W CSWGiS w 1923 był oficerem nadetatowym 86 Pułku Piechoty w Mołodecznie, w którym w 1924 służył. W 1924 został przydzielony służbowo do warszawskiego 36 Pułku Piechoty i jednocześnie odkomenderowany do Szkoły Pilotów w Bydgoszczy, w której kształcił się od listopada 1924 do sierpnia 1925. Następnie od grudnia 1925 służył w 1 Pułku Lotniczym. W pierwszej połowie 1926 odbywał kurs doskonalący w Wyższej Szkole Pilotów w Grudziądzu, uzyskując tytuł pilota. Od czerwca 1925 do stycznia 1927 był dowódcą 122 Eskadry Myśliwskiej. Później pełnił stanowisko instruktora do prac wychowania fizycznego w Dowództwie Okręgu Korpusu Nr I.
Reprezentując AZS Warszawa zdobył brązowy medal w mistrzostwach Polski w szermierce edycji 1927, startując w konkurencji szpady. W tym samym roku reprezentując 1 Pułk Lotniczy zdobył mistrzostwo Wojska Polskiego. Zaangażował się także w boks, szkoląc wielu bokserów w Poznaniu, a potem w Warszawie (Ośrodek WF i Varsovia). Uprawiał też pięciobój nowoczesny.
Nade wszystko spełniał się w pilotażu lotniczym, często wykonując ryzykowne i karkołomne akrobacje. Kilkukrotnie jego odważne ewolucje skutkowały upadkami.
6 września 1927 uczestnicząc w manewrach ćwiczeń międzydywizyjnych 122 Eskadry Myśliwskiej, pilotując maszynę Spad 61C1 o numerze 1-241, podczas wykonywania ewolucji uległ wypadkowi na lotnisku ćwiczebnym w Ostrowcu Świętokrzyskim odnosząc obrażenia. Zmarł po przewiezieniu do szpitala w Ostrowcu tego samego dnia. Został pochowany w grobowcu rodzinnym na cmentarzu Powązkowskim w Warszawie (kwatera 157-4-3,4).
Był żonaty z Kazimierą z domu Szałkiewicz.

## Upamiętnienie
19 marca 1928 został pośmiertnie mianowany na stopień kapitana ze starszeństwem z 1 stycznia 1928 i 25. lokatą w korpusie oficerów lotnictwa.
Jego imieniem nazwano otwartą 1 maja 1928 salę gimnastyczną w CWSGiS w Poznaniu, w gmachu której odsłonięto tablicę jemu poświęconą. 

## Ordery i odznaczenia
- Krzyż Walecznych[10]
- Srebrny Krzyż Zasługi – pośmiertnie 16 marca 1928 „za zasługi na polu organizacji wojska i rozwoju sportu”[18][19]
- Odznaka Pilota nr 751[1]